# Giải bóng đá hạng nhì quốc gia Cộng hòa Síp 1989–90
Giải bóng đá hạng nhì quốc gia Cộng hòa Síp 1989–90 là mùa giải thứ 35 của bóng đá hạng nhì Cộng hòa Síp. EPA Larnaca giành danh hiệu đầu tiên.

## Thể thức thi đấu
Có 15 đội tham gia Giải bóng đá hạng nhì quốc gia Cộng hòa Síp 1989–90. Tất cả các đội đều thi đấu 2 trận, một trân sân nhà và một trận sân khách. Đội nhiều điểm nhất sẽ lên ngôi vô địch. Hai đội đầu bảng xuống hạng Giải bóng đá hạng nhất quốc gia Cộng hòa Síp 1990–91. Ba đội cuối bảng xuống hạng Giải bóng đá hạng ba quốc gia Cộng hòa Síp 1990–91.

### Hệ thống điểm
Các đội bóng nhận được 2 điểm cho một trận thắng, 1 điểm cho một trận hòa và 0 điểm cho một trận thua.

## Thay đổi so với mùa giải trước
Các đội thăng hạng Giải bóng đá hạng nhất quốc gia Cộng hòa Síp 1989–90
- Evagoras Paphos
- Alki Larnaca FC

Các đội xuống hạng từ Giải bóng đá hạng nhất quốc gia Cộng hòa Síp 1988–89
- EPA Larnaca FC
- Keravnos Strovolou FC
- Omonia Aradippou

Các đội thăng hạng từ Giải bóng đá hạng ba quốc gia Cộng hòa Síp 1988–89
- Digenis Akritas Ipsona
- AEZ Zakakiou

Các đội xuống hạng Giải bóng đá hạng ba quốc gia Cộng hòa Síp 1989–90
- Adonis Idaliou
- ENTHOI Lakatamia FC
- Ermis Aradippou FC

## Bảng xếp hạng
| Vị thứ | Đội                        | St. | T. | H. | B. | BT. | BB. | HS. | Đ. | Ghi chú                                                                  |
| ------ | -------------------------- | --- | -- | -- | -- | --- | --- | --- | -- | ------------------------------------------------------------------------ |
| 1      | EPA Larnaca FC             | 28  |    |    |    | 84  | 28  | +56 | 45 | Vô địch-thăng hạng Giải bóng đá hạng nhất quốc gia Cộng hòa Síp 1990–91. |
| 2      | APEP FC                    | 28  |    |    |    | 60  | 24  | +36 | 43 | Thăng hạng Giải bóng đá hạng nhất quốc gia Cộng hòa Síp 1990–91.         |
| 3      | Chalkanoras Idaliou        | 28  |    |    |    | 52  | 41  | +11 | 33 |                                                                          |
| 4      | Omonia Aradippou           | 28  |    |    |    | 39  | 36  | +3  | 31 |                                                                          |
| 5      | Anagennisi Deryneia FC     | 28  |    |    |    | 49  | 42  | +7  | 29 |                                                                          |
| 6      | Digenis Akritas Morphou FC | 28  |    |    |    | 36  | 38  | -2  | 29 |                                                                          |
| 7      | Elpida Xylofagou           | 28  |    |    |    | 39  | 41  | -2  | 27 |                                                                          |
| 8      | Ethnikos Defteras          | 28  |    |    |    | 39  | 47  | -8  | 27 |                                                                          |
| 9      | Onisilos Sotira            | 28  |    |    |    | 41  | 51  | -10 | 27 |                                                                          |
| 10     | Doxa Katokopias FC         | 28  |    |    |    | 35  | 51  | -16 | 27 |                                                                          |
| 11     | Akritas Chlorakas          | 28  |    |    |    | 29  | 27  | +2  | 26 |                                                                          |
| 12     | Orfeas Nicosia             | 28  |    |    |    | 39  | 41  | -2  | 23 |                                                                          |
| 13     | AEZ Zakakiou               | 28  |    |    |    | 28  | 42  | -14 | 21 | Xuống hạng Giải bóng đá hạng ba quốc gia Cộng hòa Síp 1990–91.           |
| 14     | Keravnos Strovolou FC      | 28  |    |    |    | 23  | 46  | -23 | 20 | Xuống hạng Giải bóng đá hạng ba quốc gia Cộng hòa Síp 1990–91.           |
| 15     | Digenis Akritas Ipsona     | 28  |    |    |    | 23  | 58  | -35 | 12 | Xuống hạng Giải bóng đá hạng ba quốc gia Cộng hòa Síp 1990–91.           |

Hệ thống điểm: Thắng=2 điểm, Hòa=1 điểm, Thua=0 điểm
Quy tắc xếp hạng: 1) Điểm, 2) Hiệu số, 3) Bàn thắng